# Auditorio Josefa Ortiz de Domínguez (Querétaro)
El Auditorio Josefa Ortiz de Domínguez, inaugurado en 1985, es un centro de espectáculos, ubicado en la colonia Villas del Sol, en la ciudad de Santiago de Querétaro, justo sobre la Avenida Constituyentes. El Auditorio Josefa Ortiz de Domínguez es el principal recinto de espectáculos en la ciudad de Querétaro y es considerado uno de los principales del país.
Fue construido en julio de 1985 por encargo del gobernador del Estado de Querétaro Rafael Camacho Guzmán. La obra estuvo a cargo del arquitecto Luis Alfonso Fernández Siurob quien diseñó el concepto del edificio; el arquitecto Salvador López Cabrera colaborador dentro del proyecto y el proceso constructivo del edificio. En 2010 iniciaron los trabajos de remodelación. En ese mismo año el Auditorio abrió de nuevo sus puertas para ofrecer eventos como conciertos de música, arte, teatro y danza, entre otros géneros.
El Auditorio es operado por el Gobierno del Estado de Querétaro, en el que participan así como el sector privado y social.

## El recinto

### Antecedentes
El Auditorio Josefa Ortiz de Domínguez fue una obra realizada por el Gobierno del Estado de Querétaro, en la época de los ochenta, durante la gestión administrativa del C. Gobernador del Estado, Rafael Camacho Guzmán, en su afán de proporcionarle a la ciudad de Santiago de Querétaro un mejor nivel en todos los aspectos que en la presente investigación se mencionan. Dichas necesidades se aprecian claramente en la sociedad queretana de los años ochenta, que ante la necesidad de contar con un inmueble que ayudara a tener la oportunidad de realizar distintos eventos y espectáculos dignos de esta ciudad; se dispone a la construcción de un auditorio que albergara estos magnos acontecimientos, ya que los existentes hasta ese entonces no era capaz de atender a gran parte de la sociedad. Con esto, el Auditorio Josefa Ortíz de Domínguez”, contribuye notablemente a que se tenga la oportunidad de realizarse eventos y espectáculos dignos del pueblo queretano que hasta ese entonces no se realizaban por la falta de un recinto adecuado para dichos acontecimientos.

### Historia
Se construyó en 1985 por órdenes del gobernador del Estado de Querétaro Rafael Camacho Guzmán en su afán de proporcionarle a la ciudad de Santiago de Querétaro un mejor nivel cultural de la ciudad. Los encargados de realizar el proyecto y de ejecutar la construcción de la obra fue del Arquitecto Luis Alfonso Fernández Siurob quien diseñó el concepto del edificio; el arquitecto Salvador López Cabrera dentro del proceso constructivo del edificio. En enero de 2010 iniciaron los trabajos de remodelación en ese mismo año el Auditorio abrió de nuevo sus puertas en julio del mismo año para ofrecer eventos de calidad como conciertos de música, arte, teatro y danza, entre otros géneros. 

### Instalaciones
Los espacios arquitectónicos con los que cuenta el Auditorio Josefa Ortiz de Domínguez son los siguientes:
Zona Exterior
Acceso
- Del público (por fachada principal)
- Del personal (por fachada oriente)
- De los actores (por fachada poniente)
- Vehicular

Estacionamiento y áreas verdes
- Estacionamiento público (por fachada principal)
- Estacionamiento público (por fachada oriente)
- Estacionamiento público (por fachada poniente)
- Estacionamiento personal (por fachada oriente)
- Estacionamiento actores (por fachada poniente)
- Áreas verdes (por fachada principal)
- Áreas verdes (por fachada oriente)
- Áreas verdes (por fachada poniente)

Zona Administrativa
- Recepción y control
- Sala de espera
- Área secretarial
- Cubículo del administrador
- Sanitarios para hombres y mujeres
- Oficinas de gobierno

Zona de Butacas
- Sala y gradería
- Proscenio o foro y escenario
- Caseta de proyección y control de iluminación
- Sanitarios para hombres y para mujeres

Zona de Camerinos
- Camerinos generales de mujeres
- Camerinos colectivos privados con baño
- Sanitarios, baños y vestidores colectivos

Zona de Servicios Generales
- Parada de Autobús
- Bahía de Taxis
- Bahía de Ascenso y descenso
- Explanada de acceso
- Vestíbulo de acceso
- Sala de exposición
- Sanitarios
- Sótano
- Andén de carga y descarga
- Cuarto de máquinas
- Bodega general
- Área de empleados
- Cuartos de aseo
- Taquillas
- Cafetería

### Ubicación
El Auditorio “ Josefa Ortíz de Domínguez representa un hito para la ciudad de Santiago de Querétaro por su localización dentro del casco urbano con diversas actividades y por encontrarse en la Av. Constituyentes, importante arteria vial de la ciudad de Santiago de Querétaro.
El lugar se encuentra ubicado en la parte sur centro de la ciudad de Santiago de Querétaro. Se encuentra geográficamente al norte con la Avenida Constituyentes; al sur: con la Autopista México-Querétaro. Ubicado en la colonia Villas del Sol, en la ciudad de Santiago de Querétaro, justo sobre la Avenida Constituyentes S/N.

## Arquitectura del edificio

### Superficie
El Auditorio Josefa Ortiz de Domínguez posee una superficie construida de 11,306.99 m². El Proyectista y Constructor el Arquitecto Luis Alfonso Fernández Siurob, es un inmueble que según las clasificaciones existentes.

### Funcionalidad
- Por el edificio con respecto al entorno es:

Cerrado: ya que el auditorio reúne las características citadas en esta clasificación, es decir, volúmenes para albergar al público en general, y volúmenes para establecer tramoya y escenario.
- Por su concepto es:

De masas: debido a que dicho auditorio está destinado a la sociedad en general, sin importarnos clases.
Nuevo: Este auditorio cuenta con avances tecnológicos, tales como en instalaciones como en sistemas constructivos, es por eso que lo consideramos dentro de este tipo.
Polivalente: este inmueble tiene una gran diversidad de representaciones, por este motivo lo consideramos como polivalente.

### Estilo Arquitectónico
El estilo arquitectónico que refleja el Auditorio es Neoindigenista y Postmoderno; debido a que su construcción simula a las de la época prehispánica, con materiales y sistemas de la época moderna; lo cual amalgama la grandeza de las tradiciones indígenas con las características del Querétaro nuevo y moderno.

### Planta Arquitectónica
La forma de la planta es muy sencilla de advertir, el edificio es de planta cuadrada, y como se encuentra en un terreno de forma trapezoidal casi plano, el inmueble se localiza en el lado corto del terreno y mediante una plaza de acceso se separa de la calle , está rodeado por el estacionamiento y por la zona deportiva.

### Fachadas Arquitectónicas
En sus cuatro fachadas el auditorio muestra a todos los visitantes todos los aspectos formales citados con anterioridad, que lo convierten en el segundo mejor de la República Mexicana y uno de los diez mejores de América Latina.
- Equilibrio y Simetría

Debido a que existe una distribución ordenada y equilibrada de sus espacios o elementos que son partidos en dos partes por un eje central; por tal motivo, decimos que en el auditorio hay simetría axial; al menos en el área de la sala hacia fuera; es decir, no existe modulación en las zonas de oficinas ( atrás del escenario ), por eso en estos espacios no existe simetría.
- Jerarquía

El principio de la jerarquía implica que en la mayoría, si no en el total, de las composiciones arquitectónicas existen auténticas diferencias entre formas y espacios, que en cierto sentido reflejan su grado de importancia y el cometido funcional, formal y simbólico que juegan en su organización.
Ya que el Auditorio es considerado actualmente un hito para la sociedad queretana, debido a su localización estratégica; la jerarquía se observa claramente en este recinto ya que su importancia se refleja ampliamente en la zona, resultado del gran simbolismo y monumentalidad que este tiene.
- Forma

La forma se define como la figura que delimita a un elemento; muchas veces estas características de la forma pueden obedecer a aspectos funcionales solamente o en muchos casos pueden reflejar , en distinto grado, propósitos de tipo social, político, e incluso fantástico o simbólico; como es el caso del Auditorio Josefa Ortiz de Domínguez, dada su forma la cual refleja nuestra cultura.
- Tamaño

Siendo las dimensiones reales de la forma la longitud, anchura, profundidad, y ya que la verdadera escala de la forma se determina por su relación con otras formas del contexto; entonces tenemos que el Auditorio tiene gran escala porque en relación con las demás que están en esta zona sobresale en todas las dimensiones.
- Color

Es el color el atributo con que más distinguimos una forma, el color causa en nosotros una sensación de tipo sensorial; es decir, este influye en nuestra psicología. El Auditorio Josefa Ortiz de Domínguez nos brinda una sensación de pesadez tranquilizante; y esto se logra debido a la utilización de colores como el rojo, que está considerado como un color que ofrece vitalidad, poder, riqueza y estabilidad; y el beige el cual tiene un tono claro nos produce un efecto de ligereza, delicadeza, feminidad, amabilidad y hospitalidad.
- Datos: Q4819997